# Ludwigsorden (Bayern)

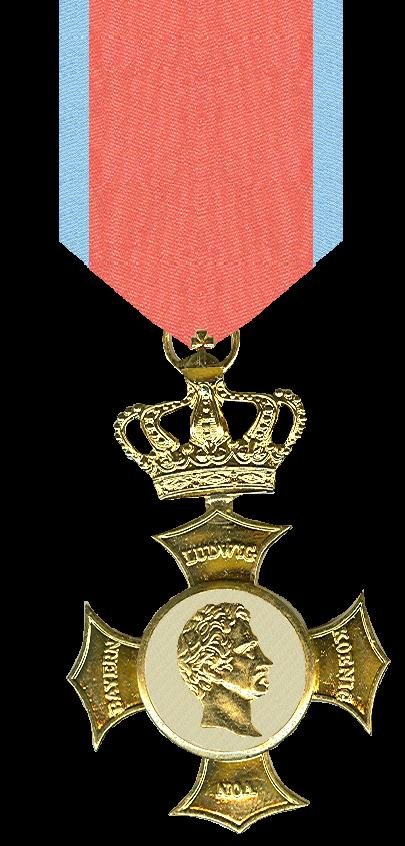
Ludwigsorden

Der Ludwigs-Orden wurde mit Statut vom 25. August 1827 durch König Ludwig I. von Bayern an seinem Geburts- und Namenstag gestiftet und war zur Auszeichnung von Personen in Hof-, Staats-, Kriegs- und Kirchenämtern vorgesehen, die zu diesem Zeitpunkt das fünfzigste Dienstjahr vollendeten.

## Ordensklassen
Der Orden wurde in zwei Stufen verliehen:
- Ehrenkreuz
- Ehrenmünze

Das Kreuz erhielten Offiziere des Heeres, Hof- und Staatsdiener sowie Geistliche im Rang eines Rates. Die Ehrenmünze war für Personen niederen Ranges bestimmt. Bei der Berechnung der Dienstzeit zählte die Dienstzeit von Soldaten im Felde doppelt. Die Auszeichnung wurde rückwirkend an solche Personen verliehen, die zum Zeitpunkt der Stiftung ihr 50-jähriges Dienstjubiläum bereits erreicht hatten.

## Ordensdekoration

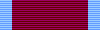
Ordensband

Das Ordenszeichen ist ein goldenes, von der Krone bedecktes Pisaner-Kreuz, in dessen weiß emaillierten Mittelschild auf dem Avers das Brustbild des Stifters zu sehen ist. Auf den Kreuzarmen findet sich waagrecht oben von links nach rechts die erhabene Inschrift LUDWIG KOENIG VON BAYERN. Im Revers von einem dichten grünen Eichenkranz umschlossen FÜR EHREN VOLLE FÜNFZIG DIENSTES JAHRE. Auf den Kreuzarmen in gleicher Anordnung AM 25 AUGUST 1827.
Die Ehrenmünze ist ebenfalls aus Gold gefertigt und zeigt das nach links gerichtete  Brustbild des Stifters mit der Umschrift LUDWIG KOENIG VON BAYERN. Die Abbildung des Revers ist identisch mit dem des Kreuzes, jedoch steht hier unter dem Eichenlaubkranz das Stiftungsdatum.

## Trageweise
Die Auszeichnung wurde an einem karmesinroten Band mit himmelblauen Randstreifen auf der linken Brustseite getragen.

## Verleihungszahlen
Insgesamt lassen sich bis 1914 1118 Verleihungen nachweisen. Der Orden wurde bis 1918 verliehen, so z. B. erhielt Felix Graf von Bothmer das „Ehrenkreuz des Ludwigs-Ordens“ im Jahre 1917.